# Gabor Maté
Gabor Maté (* 6. ledna 1944, Budapešť) je kanadský lékař narozený v Maďarsku v době nacistické okupace.

## Biografie
Pochází z židovské rodiny, která těsně unikla deportaci pod Německou okupací a během Maďarského povstání v roce 1956 opustila Maďarsko.
Maté se specializuje na studium závislostní terapie a léčbu závislých, je známý i na národní úrovni a je známý svými tezemi o poruchách pozornosti s hyperaktivitou a vztahu mezi stresem, závislostí, imunitním systémem, chronickými nemocemi a psychickými traumaty.
Napsal čtyři knihy o poruchách pozornosti, stresu a závislosti. Pravidelně píše sloupky do deníků Vancouver Sun a The Globe and Mail.

## Ocenění
V roce 2018 získal rytířský titul nejvyššího kanadského civilního ocenění Řád Kanady.

### Česká vydání
- NEUFELD, Gordon; MATÉ, Gabor. Držte si své děti : proč jsou rodiče důležitější než kamarádi. Překlad Viktor Jurek. Praha: PeopleComm, 2019. ISBN 978-80-87917-44-2.
- MATÉ, Gabor. Když tělo řekne ne : jak stres souvisí s nemocemi. Překlad Viktor Jurek. Praha: PeopleComm, 2019. ISBN 978-80-87917-47-3.
- MATÉ, Gábor. V říši hladových duchů: blízká setkání se závislostí. Překlad Viktor Jurek. Praha: PeopleComm, 2020. ISBN 978-80-87917-62-6.
- MATÉ, Gábor. Roztěkaná mysl: původ a léčení poruch pozornosti. Překlad Viktor Jurek. Praha: PeopleComm, 2021. ISBN 978-80-87917-65-7.